# Sénancole
La Sénancole est un cours d'eau de Vaucluse, en région Provence-Alpes-Côte d'Azur qui prend sa source dans les monts de Vaucluse et conflue en rive droite dans le Calavon. C'est donc un sous-affluent du Rhône par la Durance.

## Géographie
La longueur du cours d'eau est de 12,6 km.

### Trajet et affluents
Son trajet pour rejoindre le Calavon peut se découper en deux parties distinctes. La première, au nord des Imberts (hameau de Gordes), où la Sénancole a creusé la roche calcaire (calcaire urgonien) des monts de Vaucluse pour se nicher au creux d'un vallon où il se trouve alimenté par le ruisseau du puy neuf (3,1 km avec origine sur Murs) et le vallat des mians (2 km, uniquement sur Gordes).
Une fois passé Les Imberts, la composition géologique du sol et le relief change entièrement puisque la Sénancole parcourt alors des plaines faites de sols du Quaternaire (dépôts alluvionnaires). Il change une première fois de commune au sud-ouest des Imberts en direction de Cabrières-d'Avignon, tout en restant cependant relativement proche de la limite de commune, puis traverse la nationale 100 pour rejoindre la commune d'Oppède et se joindre au Calavon.

## Communes traversées
Dans le seul département de Vaucluse, la Sénancole traverse trois communes et trois cantons :
- dans le sens mont vers aval : Gordes (source), Cabrières-d'Avignon, Oppède (confluence).

Soit en termes de cantons, la Sénancole prend source dans le canton de Gordes, traverse le canton de L'Isle-sur-la-Sorgue, conflue dans le canton de Bonnieux, le tout dans les deux arrondissement d'Apt et arrondissement d'Avignon.

### Le débit
Son débit est relativement irrégulier (voire inexistant à la saison sèche) au long de l'année, mais aussi au long des siècles.
Filet d'eau de faible puissance sur la partie haute, une forte pluie peut facilement le faire sortir de son lit tant que les collines collectrices des alentours l'alimenteront. C'est pourquoi l'architecture de l'Abbaye de Sénanque a dû être adaptée. Cette rage potentielle, ajoutée à celle du Calavon pour la partie basse, a valu le classement de la commune de Gordes en zone inondable.

## Histoire

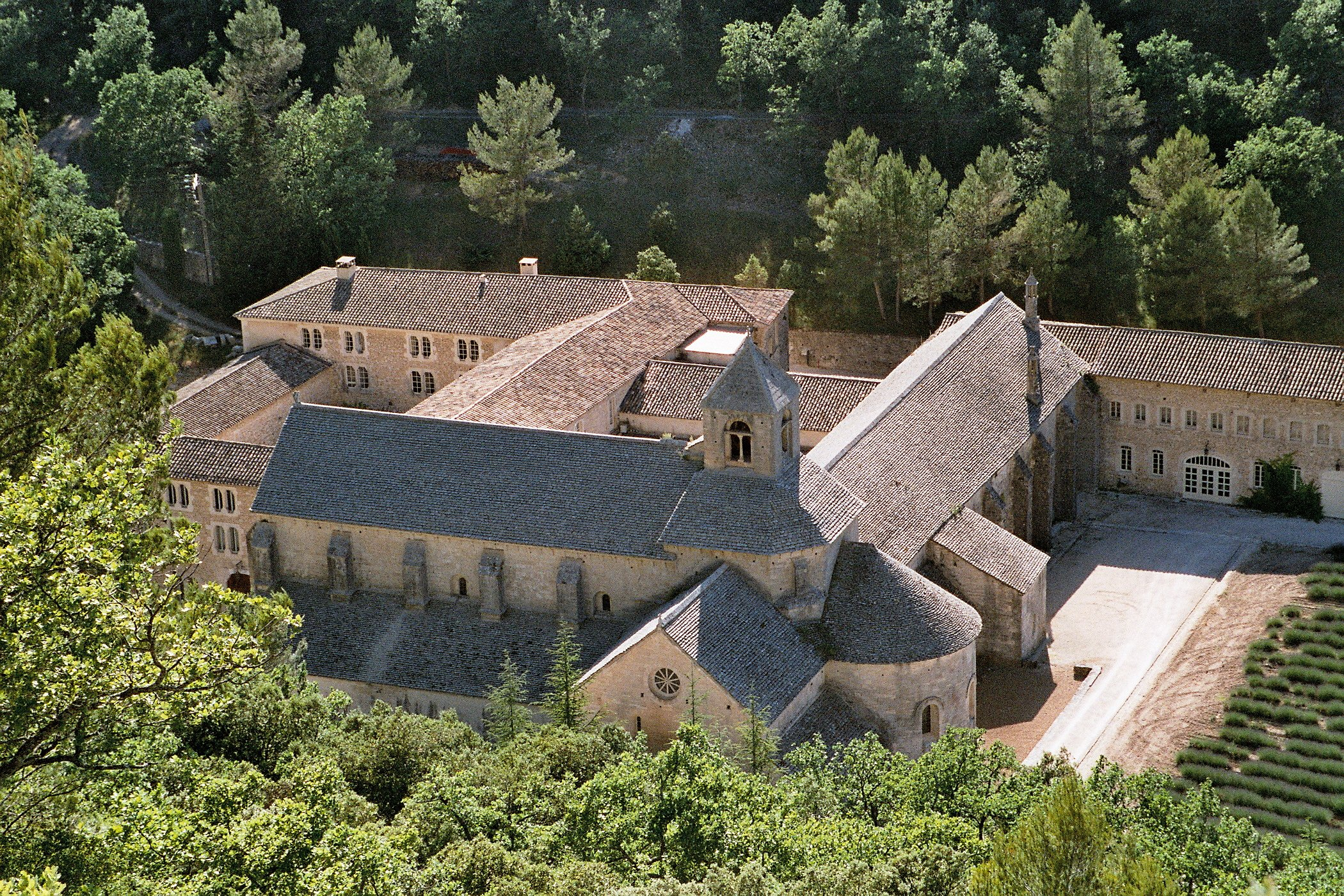
L'abbaye de Sénanque sur Gordes.

La Sénancole est à l'origine de l'implantation sur le territoire de Gordes, le 23 juin 1148, de moines cisterciens qui y fondèrent l'abbaye de Sénanque.
Elle a aussi aidé à l'implantation et au développement du hameau des Imberts, en bordure de la Provence, juste avant le Comtat Venaissin, apportant de l'eau pour le développement des cultures.

## Zone biologique
La vallée de la Sénancole fait partie du Parc naturel régional du Luberon où elle est considérée comme une « zone de valeur biologique majeure », cette spécificité l'a faite inscrire au Réseau Natura 2000.
| Flore et faune   | Plantes | Mammifères | Oiseaux | Reptiles | Amphibiens | Insectes | Total |
| ---------------- | ------- | ---------- | ------- | -------- | ---------- | -------- | ----- |
| Nombre d'espèces | 235     | 4          | 35      | 6        | 2          | 200      | 472   |

C'est aussi une ZNIEFF de type I inscrite sous le numéro 930020337 - Les Combes méridionales des Monts de Vaucluse, de la Sénancole au Grand Marignon